# 长城区
长城区，是中华人民共和国甘肃省嘉峪关市下辖的一个行政管理区。
2009年12月1日，嘉峪关市雄关区、长城区、镜铁区挂牌成立。長城區辖新华、建设街道办事处和新城镇，为正县级的嘉峪关市的派出机构。辖区属于行政管理区，还不是正式的县级行政区。但是此三区的设置也结束了嘉峪关市不设区的历史。

## 行政区划
长城区下辖以下地区：
兰新社区、建设社区、永乐社区、建林社区、东安社区、新华社区、大众社区、五一社区和利民社区。